# Селенит свинца(II)
Селенит свинца(II) — неорганическое соединение,
соль свинца и селенистой кислоты
с формулой PbSeO3,
бесцветные кристаллы,
не растворяется в воде.

## Получение
- В природе встречается минерал молибдоменит — PbSeO3 [2].
- Обменная реакция с селенитом натрия:

{\displaystyle {\mathsf {Pb(NO_{3})_{2}+Na_{2}SeO_{3}\ \xrightarrow {} \ PbSeO_{3}\downarrow +2NaNO_{3}}}}

## Физические свойства
Селенит свинца(II) образует бесцветные кристаллы
моноклинной сингонии, пространственная группа P 2/m, параметры ячейки a = 0,45437 нм, b = 0,55137 нм, c = 0,6634 нм, β = 106,547°, Z = 2,
структура типа сульфита свинца PbSO3
.
Не растворяется в воде, р ПР = 12,1.